# يواشي
يواشي (باليابانية: 余市町 ) هي بلدية في اليابان، وبلدة في اليابان، تقع في Shiribeshi Subprefecture ‏، بلغ عدد سكانها 19,122 نسمة وذلك حسب إحصائيات سنة 2018، تبلغ مساحتها 140.6 كيلومتر مربع، رمزها البريدي هو 〒046-8546.

## توأمة
ليواشي اتفاقيات توأمة مع كل من:
- شرق دونبارتونشاير (12 أكتوبر 1988 - )
- غوجو (12 يوليو 2015 - )
- أيزواكاماتسو (14 أكتوبر 2015 - )

## أعلام
- هيروكازو ياغي
- تاكاشي فوجيساوا
- مامورو موري
- ماساهيرو أكيموتو